# وسام الحرب البريطاني (1939–1945)
وسام الحرب البريطاني (1939–1945) هو وسام عسكري بريطاني جرى إنشاؤه بتاريخ 16 أغسطس 1945 ليمنح للعسكريين البارزين الذين خدموا في الحرب العالمية الثانية.

## تأسيس الوسام
جرى استحداث وسام الحرب البريطاني لأول مرة وذلك بتاريخ 16 أغسطس 1945، ليمنح للعسكريين البارزين الذين خدموا في شتى أقاليم الإمبراطورية البريطانية خلال فترة الحرب العالمية الثانية (1939-1945).

## شخصيات عربية حصلت على الوسام
- سعادة الجلاد، جنرال وقائد عسكري فلسطيني.[3]

## معرض صور

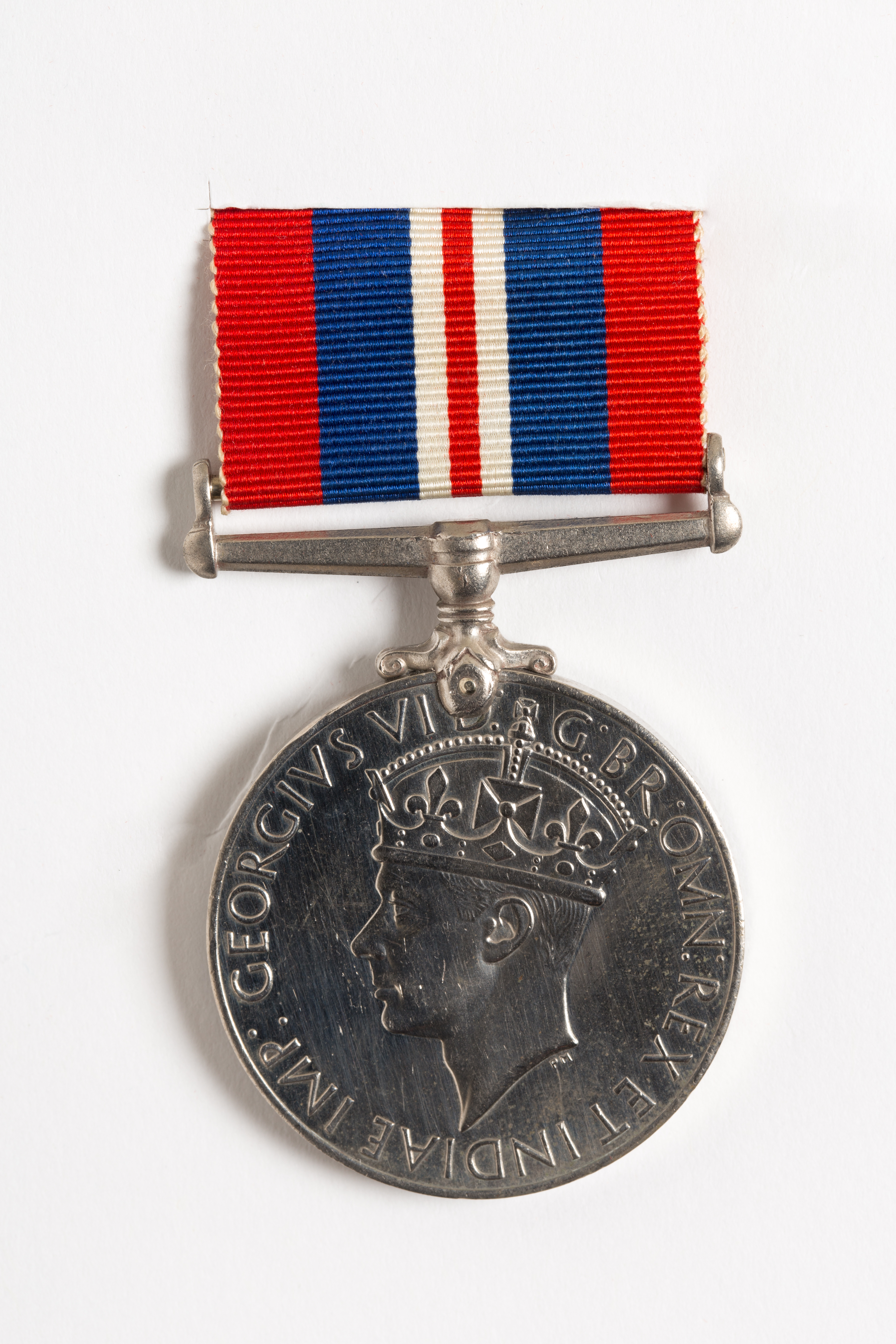
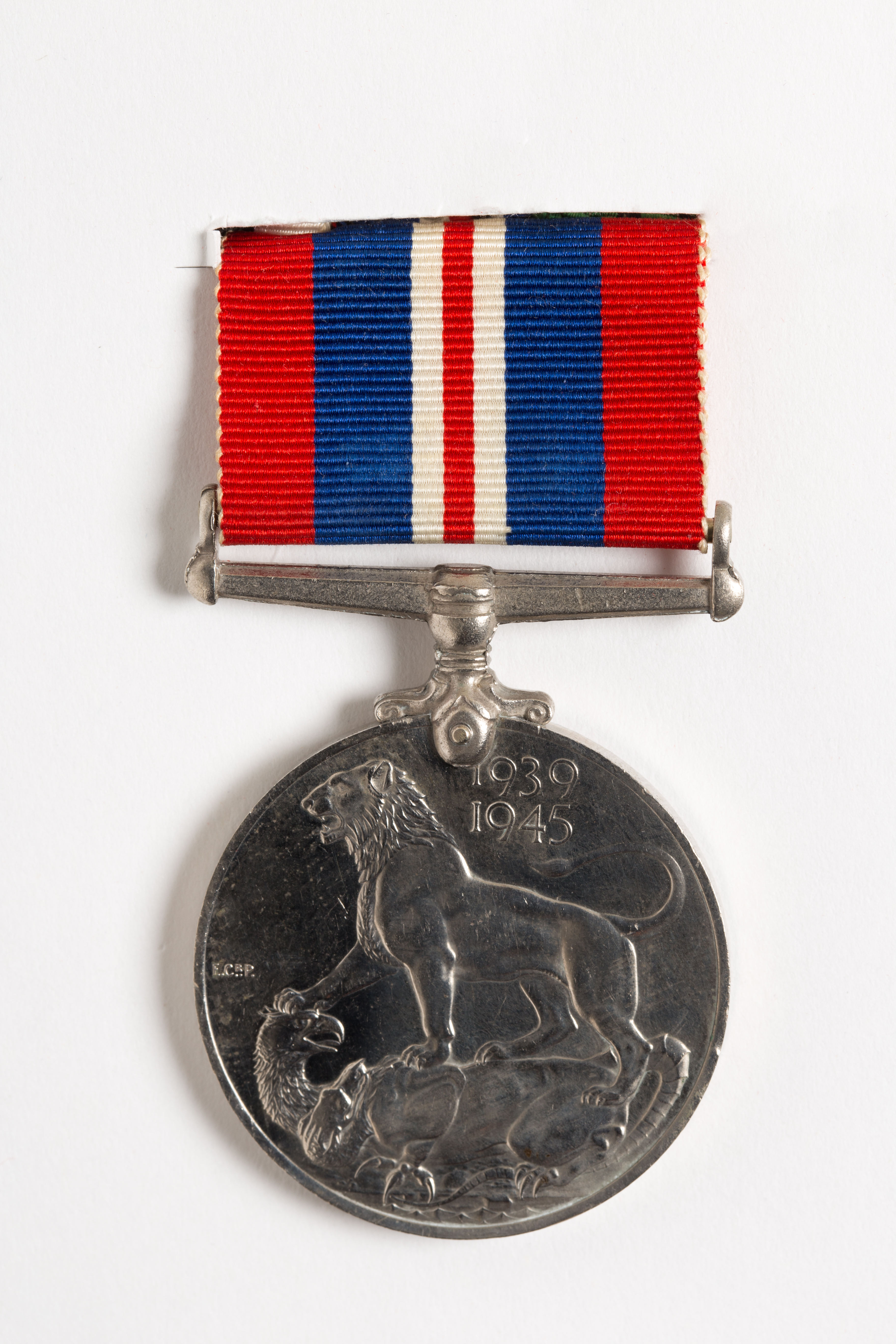